# Gabriel de Bellemare
Pour les articles homonymes, voir de Bellemare.
Ne doit pas être confondu avec Gabriel Ferry.
Gabriel de Bellemare, né le 7 septembre 1843 à Paris et mort le 25 janvier 1919 à Versailles, est un auteur dramatique et écrivain français.

## Biographie
Fils de Gabriel Ferry (Louis de Bellemare), ses pièces ont été représentées, entre autres, au Théâtre des Variétés et aux Folies Bergère. Père et fils sont régulièrement confondus car ils ont utilisé le même pseudonyme.
Attaché pendant plusieurs années aux bureaux du Crédit foncier de France, on lui doit de nombreux articles publiés dans de nombreux organes de presse : Le Figaro, Gil-Blas, la Gazette de Paris, La Liberté, La Revue indépendante, La Chronique de Paris, Le Petit Journal, Le Gaulois et surtout la Revue d'art dramatique.

## Œuvres
- Une éclipse de lune, vaudeville en 1 acte, avec Victor Bernard, 1868
- Le Menu de Georgette, opérette en 1 acte, avec Bernard, 1874
- Réginah, pièce en 3 actes, 1874
- Les Dernières Années d'Alexandre Dumas, 1864-1870, Calmann-Lévy, 1883
- Les Deux Maris de Marthe, Calmann-Lévy, 1884
- Balzac et ses amies, Calmann-Lévy, 1888
- Les Exploits de César, roman, Calmann-Lévy, 1889
- Les Prouesses de Martin Robert, histoire d'un humble, Hachette, 1890
- Les Derniers Jours du roi-soleil, Calmann-Lévy, 1896
- Les Étapes de Nicolas Rameau, mémoires d'un sous-officier, 1855-1872, Hachette, 1902
- La Créance Bois melon, comédie-vaudeville en 1 acte, 1907
- La Famille de Jeanne d'Arc. Les Aventures de Jehan d'Arc (1464-1465), récit historique, Mame, 1913